# Nordfjord (fjord)
 For alternative betydninger, se Nordfjord. (Se også artikler, som begynder med Nordfjord)
Nordfjord er en fjord i Vestland fylke i Norge. Den er 106 km lang. Fjorden går fra Husevågøy i vest til Loen længst inde i landet.
Følgende kommuner har kyst til fjorden: Vågsøy, Eid, Stryn, Gloppen og Bremanger.
Nordfjord krydses af tre færgeforbindelser:
1. Anda - Lote, som en del af E39, ved mundingen af Gloppefjorden.
2. Stårheim – Isane, ved mundingen af Eidsfjorden.
3. Måløy – Oldeide giver forbindelse mellem Vågsøy og Bremanger yderst i Nordfjord.

## Side- og delfjorde
fra kysten mod indlandet
- Indløb
  - Vågsfjorden
  - Fåfjorden
  - Rugsundet
- Ydre Nordfjord
  - Eidsfjorden
- Isefjorden
  - Ålfotfjorden
- Hundvikfjorden
  - Hyenfjorden
  - Gloppefjorden
- Utfjorden
- Innvikfjorden
- Faleidfjorden

## Galleri
- Nordfjord med Klovningen
- Nordfjord ved Ålfoten
- Solnedgang i Nordfjord
- Eidsfjorden
- Gloppefjorden set mod Sandane
Foto: C. Hill, 2007
- Innvikfjorden
- Utfjorden
Foto: C. Hill, 2009
- Nordfjord set fra Olden i Stryn
- Nordfjord set mod Olden i Stryn
- Lobugten, den inderste del af Nordfjord ved Loen i Stryn